# Charles van Rooy

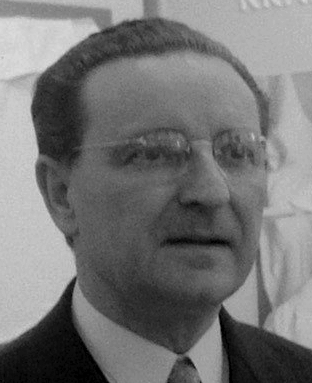
Charles van Rooy (1960)

Charles Joan Marie Adriaan van Rooy (* 23. Januar 1912 in Rotterdam; † 1. August 1996 in Hilversum) war ein niederländischer Politiker der KVP. Von 1959 bis 1961 war er niederländischer Minister für Soziales und Volksgesundheit und von 1964 bis 1978 Königlicher Kommissar in der Provinz Limburg.
Van Rooy wurde als Sohn eines Hochschullehrers geboren. Nach dem Abschluss der Schule nahm Van Rooy an der Technischen Hochschule in Delft ein Studium der Technik auf. Ein Jahr später wechselte er an die Rijksuniversiteit Utrecht, um hier Rechtswissenschaften zu studieren. Schließlich ging er an die Gemeentelijke Universiteit in Amsterdam, wo er 1937 sein Studium abschloss und 1938 im Fach Recht promovierte.
Sein erstes politisches Amt übernahm er am 15. November 1939 als Bürgermeister von Hontenisse. Nach der zwangsweisen Absetzung durch die deutschen Besatzer am 22. Januar 1944 tauchte er unter. Erst nach der Befreiung der Gemeinde wurde er im November 1944 wieder in sein Amt eingesetzt. Am 16. Dezember 1945 wechselte an die Spitze der Stadt Etten-Leur, am 1. Mai 1952 wurde er Bürgermeister von Venlo und am 1. Mai 1957 Bürgermeister von Eindhoven.
Schließlich berief ihn am 19. Mai 1959 der katholische Ministerpräsident Jan de Quay, mit dem er gut befreundet war, als Minister für Soziales und Volksgesundheit in sein Kabinett. Bereits nach zwei Jahren trat er am 3. Juli 1961 von seinem Posten zurück, nachdem seine Pläne für eine Reform des Kindergeldes in der Zweiten Kammer scharf kritisiert wurden.
Van Rooy setzte seine Karriere als Bürgermeister von Heerlen fort (16. Januar 1962 – 1. Januar 1964). Schließlich wurde er am 1. Januar 1964 als Königlicher Kommissar in der Provinz Limburg eingesetzt und blieb bis zu seinem Ruhestand am 1. Februar 1978 in diesem Amt.